# 梅普爾瓦利鎮區 (密歇根州蒙卡爾姆縣)
梅普爾瓦利鎮區（英語：Maple Valley Township）是位於美國密歇根州蒙卡爾姆縣的一個行政鎮區。

## 地方資料
梅普爾瓦利鎮區的面積為93.60平方千米，當中陸地面積為91.50平方千米，而水域面積為2.10平方千米。根據2020年美國人口普查的數據，當地共有人口1908人，而人口密度為每平方千米20.38人。